# Bálint Pásztor
Bálint Pásztor, serb. Balint Pastor, cyr. Балинт Пастор (ur. 3 stycznia 1979 w Suboticy) – serbski prawnik i polityk narodowości węgierskiej, działacz mniejszości węgierskiej, poseł do Zgromadzenia Narodowego.

## Życiorys
Syn Istvána Pásztora. Ukończył studia na wydziale prawa Uniwersytetu w Belgradzie, po czym pracował jako doradca prawny w spółce Pannon Invest Consortium, w której następnie był dyrektorem w latach 2004–2007. W 2011 uzyskał magisterium na macierzystej uczelni. Doktoryzował się tamże w 2018. W 2014 został nauczycielem akademickim w Nowym Sadzie.
W 2000 przystąpił do Związku Węgrów Wojwodiny (SVM), w tym samym roku zaangażował się w działalność w centralnym sztabie wyborczym Demokratycznej Opozycji Serbii. W latach 2002–2010 był członkiem rady krajowej węgierskiej mniejszości narodowej, do 2009 stał na czele komitetu wykonawczego tej instytucji. W 2007 zasiadł we władzach SVM. W tym samym roku uzyskał mandat posła do Zgromadzenia Narodowego z ramienia Koalicji Węgierskiej, został przewodniczącym grupy poselskiej mniejszości narodowych. W wyborach w 2008 i 2012 skutecznie ubiegał się o reelekcję. W 2014 i 2016 po raz kolejny dostawał się do Skupsztiny. W 2020 został także przewodniczącym zgromadzenia miejskiego Suboticy.
Również w 2020, 2022 i 2023 jako lider listy wyborczej partii był wybierany na następne kadencje serbskiego parlamentu. Obejmował funkcję przewodniczącego klubu deputowanych związku, a w 2019 został wiceprzewodniczącym partii. W 2023 po śmierci ojca stanął na czele SVM.